# (8133) Takanochoei
(8133) Takanochoei est un astéroïde de la ceinture principale.

## Description
(8133) Takanochoei est un astéroïde de la ceinture principale. Il fut découvert le 18 février 1977 à Kiso par Hiroki Kosai et Kiichiro Hurukawa. Il présente une orbite caractérisée par un demi-grand axe de 3,15 UA, une excentricité de 0,15 et une inclinaison de 2,3° par rapport à l'écliptique.

## Compléments